# De Hosson

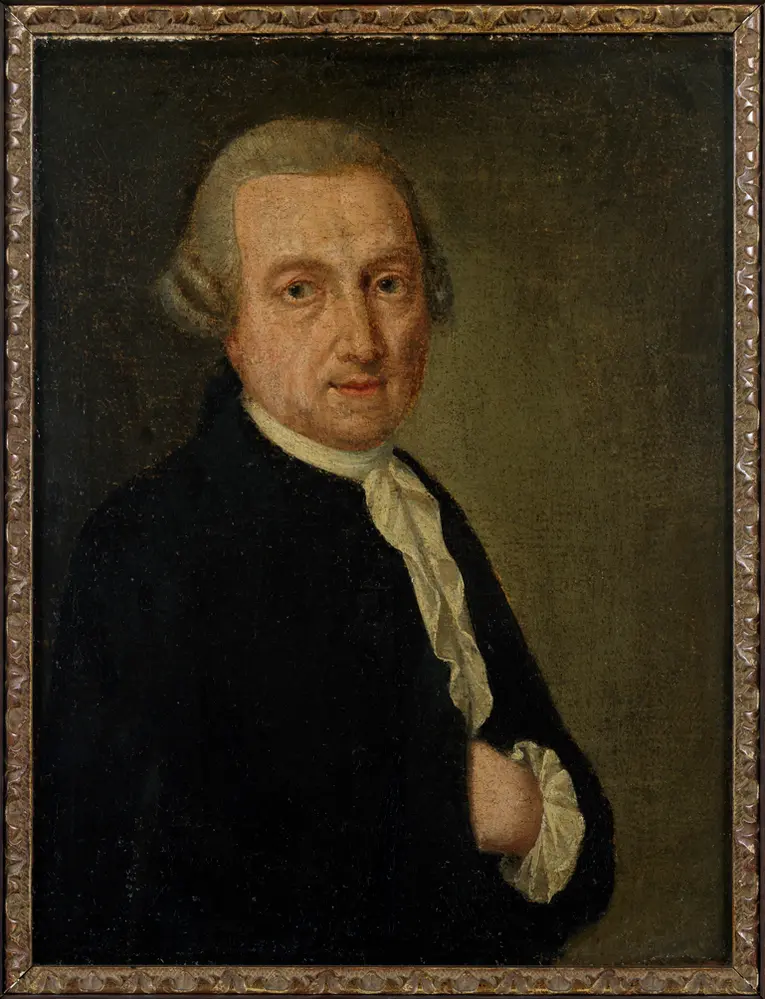
Frederik Carel de Hosson, zelfportret, 1783, collectie Groninger Museum

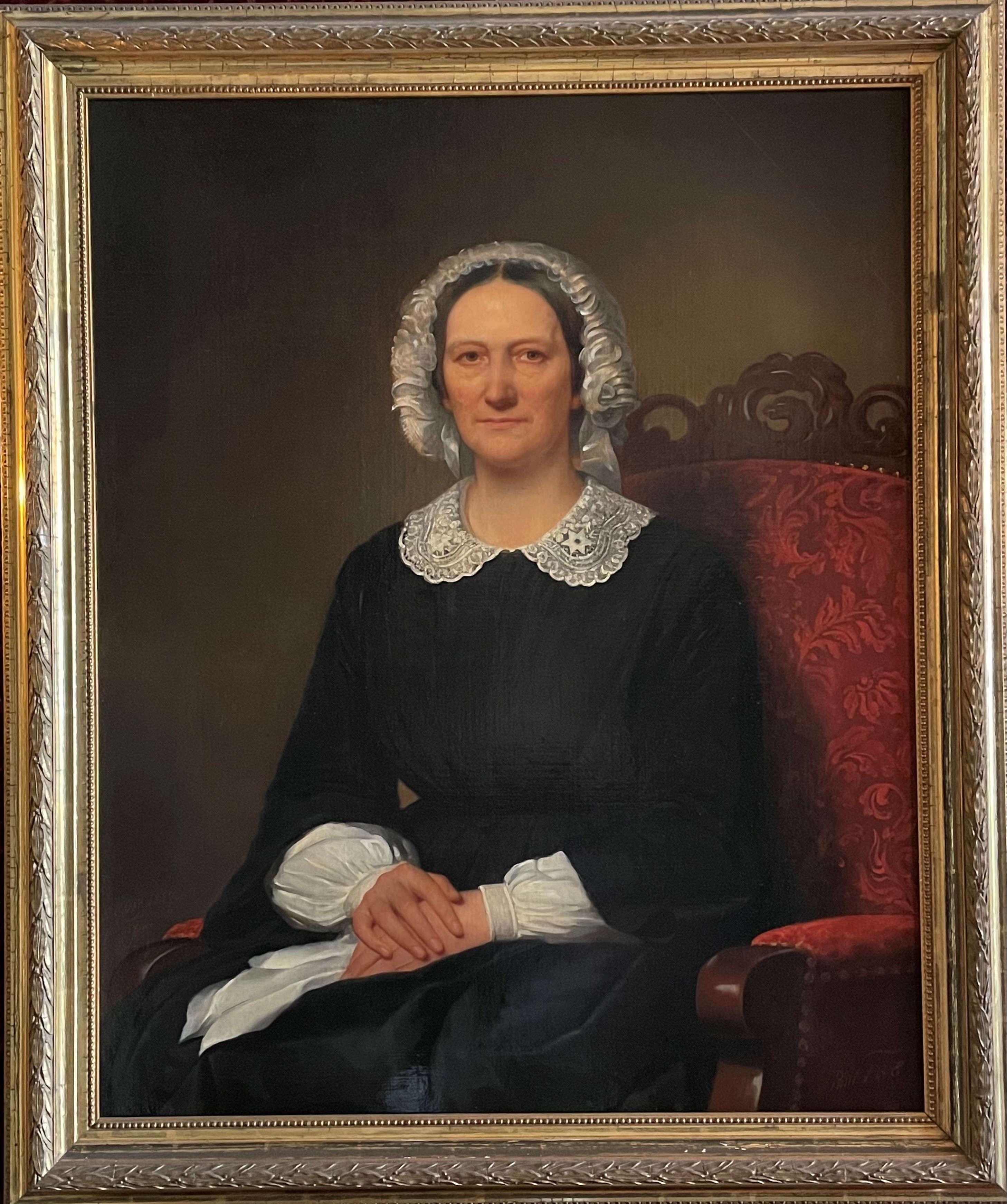
Paul Tétar van Elven, portret van Dorothea Carolina de Hosson, 1857, collectie Museum Paul Tétar van Elven

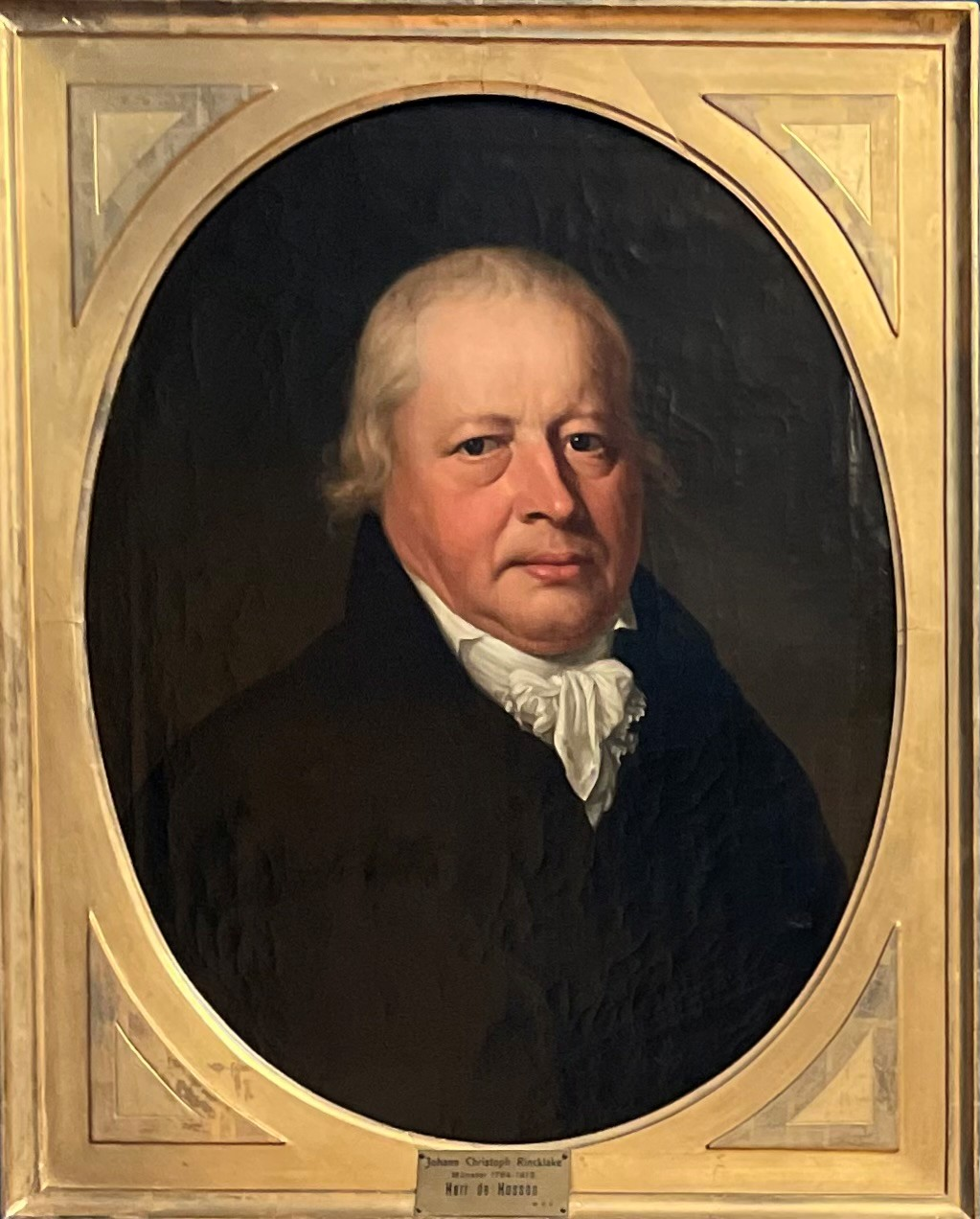
Johann Christoph Rincklake, Portret van Christian Joseph de Hosson, ca. 1811

De Hosson was een kunstenaarsfamilie, die met name gedurende de 18e eeuw succesvol was in Duitsland en Nederland. De familie bestond uit vier generaties kunstschilders en is gerelateerd aan de kunstenaarsfamilie Tétar van Elven.  

## Bekende telgen
Jean François Hosson (1651-na 1700) was in 1651 geboren in Binche als zoon van de arts Jean Hosson en Mathilde Legros. In 1685 werd hij in Parijs gearresteerd en werd hij tien maanden gevangen gezet in de Bastille. Tijdens zijn verhoor verklaarde hij schilder en koopman in kant te zijn. Na zijn vrijlating verliet hij met zijn gezin Frankrijk. 
Maximilianus Franciscus de Hosson (1680-1762) was geboren in Avesnes als zoon van Jean François Hosson en Catherine Laugrand en is vermoedelijk vernoemd naar zijn oom Maximilien François Hosson. In Mons (Bergen) trouwde hij en maakte hij zijn eerste bekende werk als kunstschilder. Na het overlijden van zijn eerste echtgenote vertrok hij naar Bentheim, waar hij werkte als schilder aan het hof van de graaf. Maximilian Franz maakte onder meer portretten. Zijn tweede echtgenote was Anna Maria Schürmanns.  
Hermannus Fridericus Carolus de Hosson (1718-1799) werd geboren in Bentheim als zoon van Maximilian Franz de Hosson en werd vernoemd naar de toenmalige graaf en zijn zuster. Hij is getrouwd met Christina Elisabeth Lucovica Antonetta (Antonette) Holtman. Na een tijd in Bentheim gewoond te hebben is de familie verhuisd naar Meppen en Norden, waarna ze zich gevestigd hebben in Groningen. In Duitsland noemde hij zich Friedrich Carl d'Hosson of de Hosson, wat in Nederland Frederik Carel de Hosson werd. Hij maakte vooral portretten en kamerbehangsels. Later verhuisde hij naar Leeuwarden en uiteindelijk naar Oude Pekela. Zijn werk is onder andere opgenomen in de collecties van het Groninger Museum, het Fries Museum en van de Rijksdienst voor het Cultureel Erfgoed. Een aan hem toegeschreven kamerbehangsel is te zien in Ekenstein. 
Bernardus Franciscus Ignatius de Hosson (1757-1833) is geboren in Bentheim en werkte als kunstschilder vooral in Groningen, signerend als B.F. de Hosson. Hij had tevens een winkel in schilder- en tekenbenodigdheden. Bernard Frans maakte vooral bloem- en fruitstillevens en landschappen. In 1823 won hij met een bloemstilleven de gouden medaille van het Kunstlievend Genootschap ter aanmoediging en bevordering van teeken-, schilder-, graveer- en beeldhouwkunst te Groningen, die in 1830 opging in de Academie Minerva. Bernard Frans was honorair lid van dit Genootschap. Hij was getrouwd met Joanna Catharina van Akkeren. Hun dochter Carolina Ludovica (Louise) de Hosson trouwde met de onderwijsvernieuwer Berend Brugsma. Hun dochter Louise Brugsma trouwde met de uitgever Popko Noordhoff.   
Zijn dochter Dorothea Carolina de Hosson (1792-1870) trouwde met Henri Louis Tétar van Elven. Het is waarschijnlijk haar invloed geweest dat deze familie zich ontwikkelde tot kunstenaarsgeslacht. Haar twee stiefzonen en haar twee zonen studeerden allemaal aan een Koninklijke Akademie. Ook een dochter en kleindochter die bij haar opgroeide ontwikkelden zich tot kunstenares. 
Een tak van de familie bleef in Duitsland. Daartoe behoort de schrijver Ferdinand Bernhard von Hosson (ca. 1728-1801), in wiens huis de jonge Mozart in 1777 een avond musiceert. Dit was vermoedelijk een jongere broer van Frederik Carel. Hij is in 1775 persoonlijk in de adelstand verheven door Maximliaan III Jozef van Beieren en werd daarna Ferdinand Reichsedler von Hosson genoemd. Van de notaris Christian Joseph de Hosson (1742-1811) en zijn echtgenote, wonend te Münster, zijn portretten opgenomen in het LWL-Museum für Kunst und Kultur te Münster. Zijn vader was een jongere broer van Frederik Carel, Joan Franz de Hosson. 